# Wegkreuz (Premich, Große Steinach)

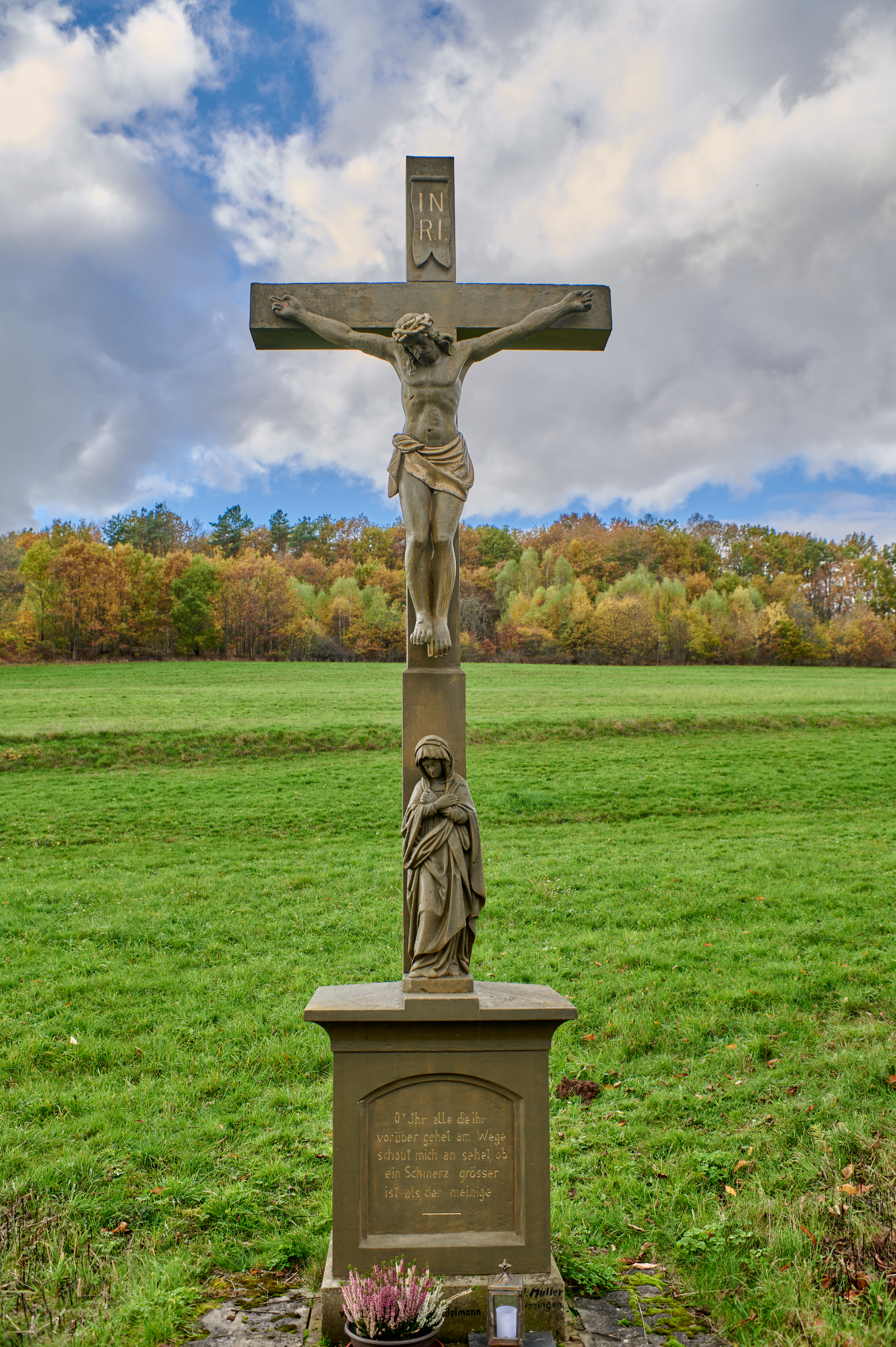
Wegkreuz in Premich, Große Steinach

Das Wegkreuz Große Steinach befindet sich in Premich, einem Gemeindeteil des Marktes Burkardroth im unterfränkischen Landkreis Bad Kissingen an der Flur Große Steinach in der Nähe des Kreuzdachbildstocks aus dem 17. Jahrhundert.
Das Wegkreuz gehört zu den Baudenkmälern von Burkardroth und ist unter der Nummer D-6-72-117-62 in der Bayerischen Denkmalliste registriert.

## Beschreibung
Das 494 cm hohe Wegkreuz besteht aus gelbem Sandstein und entstand im Jahr 1904.
Auf einem mehrteiligen, 124 cm hohe Tischsockel steht ein dreiteiliges Kreuz mit Korpus und darunter einer Assistenzfigur der trauernden Muttergottes. Die Basis ist 20 cm hoch mit einer bis zu einer Höhe von 25 cm einziehenden Schräge und mit den Abmessungen 88 cm × 75 cm. Darauf steht ein 82 cm hoher prismatischer Sockel mit den Abmessungen 81 cm × 71 cm mit einer oben bogenförmigen Inschriftnische (Breite: 61 cm, Seitenhöhe: 52 cm, Bogenhöhe: 65 cm). Die Inschrift lautet in gotischer Schrift:

„O! Ihr alle die ihr

vorüber gehet am Wege

schaut mich an - sehet ob

ein Schmerz größer ist

als der meinige!“

Die Sockelabschlussplatte besteht aus einer Falz und dann einer auskragenden Kehlung (10 cm) mit Abschlussplatte (4 cm) und hat die Abmessungen 100 cm × 80 cm. Die Figurenuntersatzplatte hat eine Höhe von 4 cm und Abmessungen von 27 cm × 35 cm. Die Figur der Maria, der Mutter der Schmerzen, ist 97 cm hoch. Der Kreuzsockel ist 127 cm hoch und hat einen Querschnitt von 27 cm × 20 cm. Der Querschnitt des Kreuzschafts verengt sich von 24 cm × 26 cm auf 23 cm × 23 cm. Die Querbalken sind jeweils 60 cm lang. Oben am Kreuz befindet sich eine INRI-Inschrift. Die Stifterinschrift lautet:

„Gestiftet von

Paulus u. Josefa

Edelmann

1904“

Die Bildhauersignatur lautet: „J. Müller, Kissingen“.